# 清巌寺 (豊島区)
清巌寺（せいがんじ）は、東京都豊島区にある曹洞宗の寺院。

## 歴史
1615年（元和元年）、国伝寒達によって開山された。元々は小日向台町（現・文京区小日向）に位置していたが、1922年（大正11年）に現在地に移転した。
境内には、境内社として稲荷社がある。
墓地には、馬術家の加藤重正を始祖とする旗本の加藤家の墓がある。

## 交通アクセス
- 西巣鴨駅より徒歩5分。